# Niedrożność dróg żółciowych
Niedrożność dróg żółciowych, zarośnięcie dróg żółciowych, atrezja dróg żółciowych – najczęstsze chirurgiczne schorzenie dróg żółciowych okresu noworodkowego i wczesnego niemowlęctwa. Prowadzi do cholestazy zewnątrzwątrobowej. 

## Historia
Patologie zarośnięcia dróg żółciowych zostały opisane w 1891 roku przez Thomsona. Dwadzieścia lat później Hopkins wprowadził termin biliary atresia, za wyleczalne uznając przypadki, w których niedrożność dotyczyła końcowych odcinków przewodów zewnątrzwątrobowych. Ladd operował dziecko z atrezją dróg żółciowych w 1928 roku. Moiro Kasai w 1955 roku opublikował w języku japońskim pracę, w której wykazał obecność szczątkowych drożnych przewodów żółciowych w zwłókniałej wnęce wątroby i zasugerował, że wycięcie zwłókniałej tkanki wątroby i wszycie jelita do wnęki otworzy drogę spływu żółci. Kolejna praca Kasai z 1968 roku upowszechniła tę tezę, czego wyrazem był spektakularny wzrost przeżywalności dzieci obarczonych tego typu wadami.

## Epidemiologia
Częstość wady szacowana jest na 1:10 000–1:12 000 żywych urodzeń. Nieznacznie częściej chorują dzieci płci żeńskiej. Znacznie częściej wada dotyczy rasy żółtej. W 20% przypadków spotyka się inne zaburzenia rozwojowe.

## Etiologia
Etiologia zarośnięcia dróg żółciowych nie jest dobrze poznana. Wysuwano hipotezy o niedokrwiennym i autoimmunologicznym podłożu schorzenia. Proponowano rolę zakażenia wirusem REO3 w patogenezie atrezji dróg żółciowych, wskazywano także na czynnik adhezji międzykomórkowej 1 (ICAM-1) jako możliwą przyczynę patologii. Teoria Landinga upowszechniła koncepcję wspólnego czynnika zapalno-wirusowego dla noworodkowego zapalenia wątroby, atrezji dróg żółciowych i torbieli przewodu żółciowego wspólnego, dla tych trzech schorzeń proponując wspólną nazwę noworodkowej cholangiopatii zaporowej (ang. infantile obstructive cholangiopathy). Według teorii Tana i wsp. patologia ma swój początek w zaburzeniu procesu nabłonkowo-mezenchymalnego regulującego prawidłowy rozwój dróg żółciowych około 11. tygodnia życia płodowego, czego przyczyną mogłaby być nieprawidłowa ekspresja TGF-β. Zaburzenie polegałoby na nieprawidłowej mezenchymalizacji przewodów żółciowych, przez co przewody te mają charakter płodowy i niedojrzały, a ciśnienie żółci produkowanej począwszy od 12.–13. tygodnia życia płodowego rozrywa je i powoduje wynaczynienie żółci do tkanki okołoprzewodowej. Żółć zapoczątkowuje proces zapalny we wnęce wątroby, wiodący do zwłóknienia i obliteracji przewodów żółciowych.

## Objawy kliniczne
Bezpośrednio po urodzeniu cholestaza nie występuje, a zażółcenie powłok może pojawić się dopiero po 2–3 tygodniach od narodzin u dziecka nie wykazującego do tej pory objawów żółtaczki lub wcześniej przechodzącego żółtaczkę fizjologiczną noworodków. Poziom bilirubiny całkowitej może wahać się w szerokich granicach 5,7–50 mg%, i towarzyszą mu ciemne zabarwienie moczu oraz gliniaste, acholiczne (odbarwione) stolce. W badaniu przedmiotowym lekarz stwierdza powiększoną, twardą śledzionę i wątrobę. W przebiegu choroby może wystąpić poszerzenie naczyń żylnych powłok skórnych brzucha (głowa Meduzy) lub wodobrzusze.

## Rozpoznanie
Według wytycznych Biliary Atresia Registry do ustalenia rozpoznania wymagane są: badanie USG, oznaczenie LPX w surowicy, badanie treści dwunastniczej, oznaczenie kwasów żółciowych w surowicy, scyntygrafia wątroby, biopsja aspiracyjna cienkoigłowa wątroby i ERCP.

## Leczenie

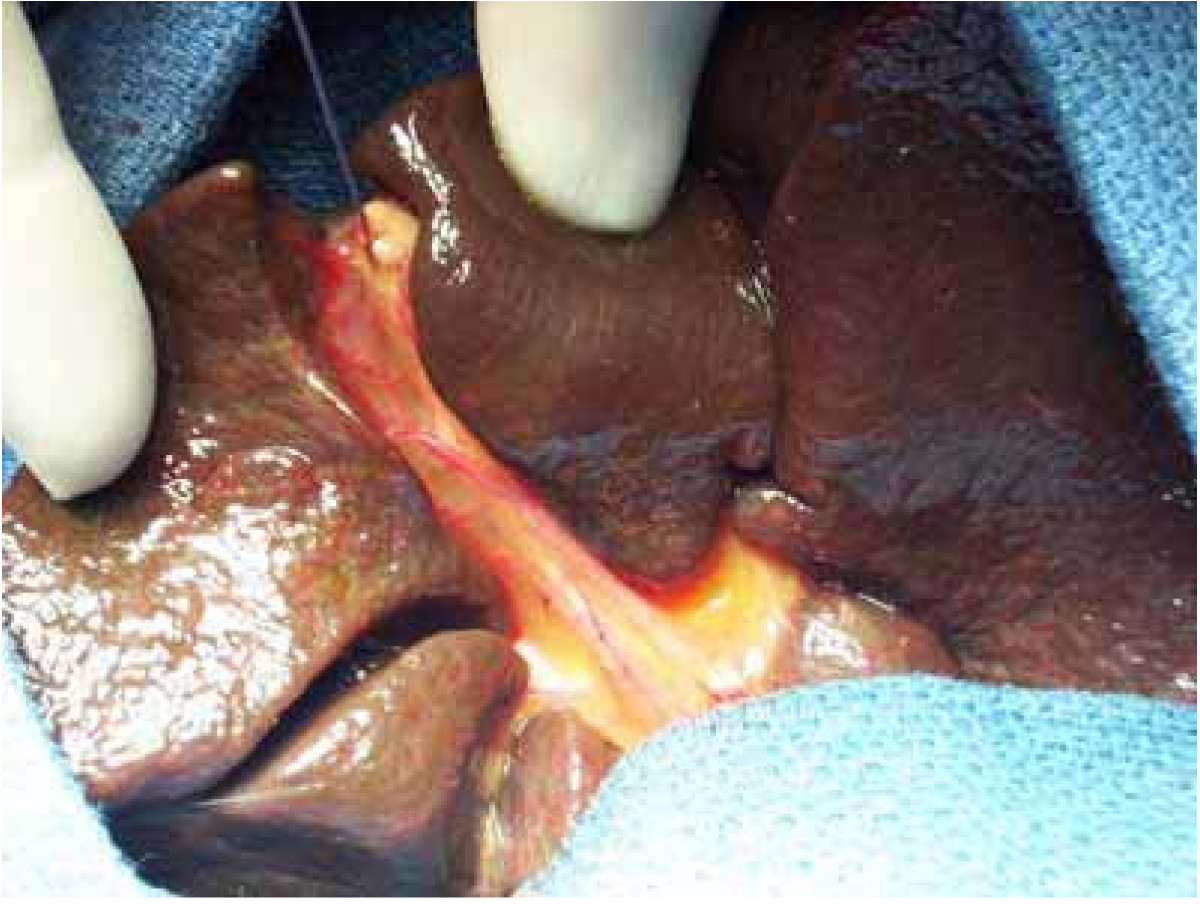
Śródoperacyjny widok wątroby u dziecka z zewnętrzwątrobową atrezją dróg żółciowych

Leczenie jest chirurgiczne i polega na hepatoportoenterostomii sposobem Kasai. Zabieg ten jest wykonywany w ośrodkach referencyjnych i wymaga starannego przygotowania przedoperacyjnego. Składa się na nie komplet badań laboratoryjnych, oznaczenie grupy krwi, oznaczenie układu krzepnięcia, suplementacja witaminy K i oczyszczenie jelit.
Zabieg hepatoportoenterostomii sposobem Kasai jest czteroetapowy i polega na otwarciu jamy brzusznej, dotarciu do wnęki wątroby i wycięciu zwłókniałej tkanki, przygotowaniu pętli jelitowej "Y" sposobem Roux i wszycie pętli jelitowej do wnęki wątroby. 
Jamę brzuszną otwiera się z szerokiego cięcia poprzecznego, a w przypadkach niepewnych diagnostycznie z mniejszego, poszerzanego do więzadła wątrobowo-dwunastniczego i wnęki wątroby po potwierdzeniu rozpoznania. Wątroba wyłaniana jest z jamy brzusznej po przecięciu więzadła trójkątnego, a następnie więzadła sierpowatego wątroby. Kontrolę krwawienia z naczyń więzadła wątrobowo-dwunastniczego uzyskuje się przeprowadzając pętle naczyniową pod tym więzadłem. Preparowanie do wnęki wątroby wykonuje się od strony pęcherzyka żółciowego, o ile ten jest obecny. W razie jego braku preparowanie zaczyna się od więzadła wątrobowo-dwunastniczego. W wyniku preparowania uzyskuje się łącznotkankowy skrawek kształtu trójkąta podstawą zwróconego do żyły wrotnej. W poziomie rozwidlenia żyły jest on resekowany, po uprzednim zabezpieczeniu żyły przed uszkodzeniem. Przeciwwskazane jest użycie koagulacji, mogącej prowadzić do zamknięcia mikroskopijnych drożnych przewodzików żółciowych. Niektórzy autorzy (Toyosaka) zalecają rozległe boczne preparowanie tętnic wątrobowych i gałęzi żyły wrotnej a następnie wycięcie łącznotkankowego fragmentu wnęki celem lepszego drenażu żółci. 
Wytworzenie pętli jelitowej "Y" sposobem Roux polega na przecięciu jelita czczego w odległości około 20 cm od więzadła Treitza oraz zespoleniu końca bliższego do boku odcinka dalszego w odległości nie mniejszej niż 50 cm. Jelito przeprowadzane jest przez otwór w krezce poprzecznicy i wszywane we wnękę wątroby albo, po uprzednim zamknięciu jelita szwem dwuwarstwowym, zespalane bokiem do wnęki. Zabieg kończy umieszczenie drenu w otworze Winslowa i wyprowadzenie go na zewnątrz z innego cięcia.